# CoMaps
CoMaps est une application de navigation hors ligne, gratuite et open source, pilotée par la communauté, qui utilise les données cartographiques d'OpenStreetMap (OSM). L'application est conçue pour fonctionner sans connexion internet en téléchargeant des cartes pour un usage hors ligne. CoMaps met l'accent sur la protection de la vie privée, la transparence et la collaboration communautaire, visant à fournir une solution de navigation qui est non seulement facile à utiliser, mais qui respecte également les données des utilisateurs et encourage la participation ouverte.

## Caractéristiques

### Confidentialité
CoMaps met l'accent sur la protection de la vie privée des utilisateurs en ne collectant pas de données personnelles ni en traquant leur position.

### Cartes hors ligne
CoMaps fonctionne entièrement hors ligne en permettant aux utilisateurs de télécharger des cartes à l'avance. Une fois les cartes téléchargées, la navigation, la recherche et la planification des itinéraires ne nécessitent pas de connexion internet. L'application offre des cartes hors ligne du monde, y compris des itinéraires cyclables, des sentiers de randonnée, des chemins piétons, des lignes de contour, des profils d'élévation, des sommets et des pentes,.

### Faible consommation de batterie
L'application est conçue pour optimiser l'utilisation de la batterie pendant la navigation.

### Navigation
CoMaps fournit de la navigation pour diverses activités, y compris la randonnée, le vélo, la conduite et les transports en commun. Il prend en charge la navigation étape par étape avec guidage vocal et permet aux utilisateurs de rechercher des informations sur la carte et d'ajouter des signets.

## Données OpenStreetMap
CoMaps s'intègre au projet OpenStreetMap, en utilisant ses données cartographiques issues du crowdsourcing. L'application comprend un éditeur intégré où les utilisateurs peuvent contribuer à la mise à jour de la carte, par exemple en ajoutant des entreprises et des points d'intérêt.

## Principes fondamentaux
L'équipe CoMaps a créé un ensemble de principes comme fondement du projet :
1. Transparence
2. Prise de décision communautaire
3. À but non lucratif
4. Open source
5. Axé sur la confidentialité
6. Financement collectif
7. Des actifs d'intérêt public

## Histoire
Le projet CoMaps a été lancé en réponse aux préoccupations croissantes et à l'insatisfaction grandissante au sein de la communauté Organic Maps. Bien que le projet Organic Maps, original ait été initialement présenté comme un effort de communauté ouverte, il a été confronté à des problèmes importants liés à la gouvernance, à la transparence et au risque de profit pour les actionnaires au détriment de la communauté,,,. Ces préoccupations ont été détaillées dans une lettre ouverte aux actionnaires d'Organic Maps. Malgré quelques mesures positives, le manque de résolution substantielle a conduit les contributeurs de la communauté à décider de lancer un nouveau projet indépendant.
La première version publique de CoMaps a été mise à disposition le 1er juin 2025,
À partir de mai 2025, un hôte fiscal a été mis en place sur Open Collective. Le processus pour créer une structure juridique à but non lucratif ou coopérative pour le projet est en cours.